# الصيانة الوقائية
تعتبر الصيانة الوقائية أو الصيانة التنبؤية[بحاجة لمصدر] من أحدث طرق الصيانة المعتمدة في القرن الواحد والعشرين، تعتمد هذه التقنية على جعل لكل قطعة غيار عمر افتراضي، مما يجعل إمكانية تغييرها قبل تلفها امرا ممكنا، فمثلا هناك بعض قطع غيار السيارات التي تتلف بعد عبور مسافات معينة فيسهل علينا تنبؤ وقت التلف وتغيير القطعة قبل الوصول موعد تلفها، أو هناك بعض المصابيح التي تتلف بعد العمل لعدد محدد من الساعات.

## تاريخ
عرف العالم هذا النوع من الصيانة في نهاية التسعينات من القرن العشرين، وتم اعتمادها في شتى المجالات الصناعية، وقد ابانت هذه التقنية عن كفاءتها العالية في توقع زمن ومكان حدوث الاعطاب، بل حتى تنبؤ نوع الاعطاب قبل حدوثها، صار هذا النوع معتمدا حتى في الصيانة المنزلية.

## مزايا الصيانة الوقائية
لهذه التقنية مزايا عديدة من أهمها:
1. تقليل الخسائر المادية عن طريق التنبؤ بوقت الاعطاب
2. معرفة الوقت المناسب للصيانة الدورية
3. إطالة عمر الآلة
4. الوصول السريع للعطب واصلاحه
5. تقليل احتمالية إصابة قطع أخرى في الآلة